# Légion fidèle
Die Légion fidèle (deut.Treue Legion), die auch Légion romande oder Bataillon Rovéréa genannt wurde, war eine militärische Einheit des Kantons Bern, die zwischen dem 3. Februar 1798 und dem 9. März 1798 bestand.

## Geschichte
Nach dem Franzoseneinfall in die Waadt flüchteten Teile der Bevölkerung nach Bern.
Am 3. Februar 1798 bildete der Berner Kriegsrat aus berntreuen Freiwilligen aus der Waadt die Légion fidèle. Befehlshaber der Legion wurde der Waadtländer Adlige Ferdinand Isaak de Rovéréa. Die Legion setzte sich aus etwa 620 Mann, die in fünf Kompanien eingeteilt waren, zusammen. Die meisten von ihnen waren Bauern und Handwerker. Bei Kallnach sammelte sich die Legion und es kam am 5. März 1798 bei St. Niklaus (bei Merzligen) zu einem Gefecht mit französischen Truppen. Nach dem Fall Berns am 6. März 1798 zog sich die Legion zurück und kapitulierte am 9. März 1798.